# ليفان عديد السكريات

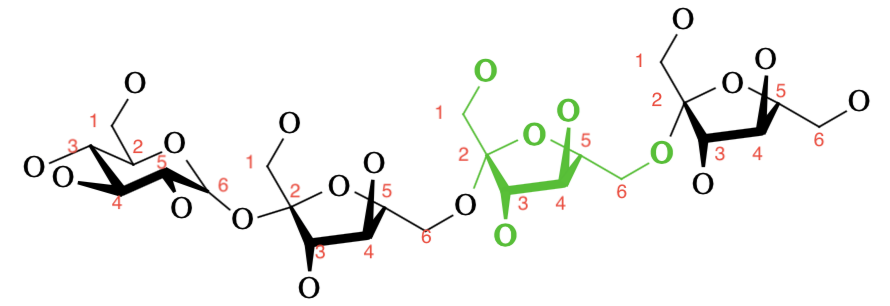
ليفان في الشكل الخطي مع روابط بيتا 2,6 جليكوسيدية.

ليفان هو فروكتان [بوليمر من جزيئات الفركتوز] طبيعي موجود في العديد من النباتات والكائنات الحية الدقيقة.  يتكون هذا البوليمر من الفركتوز، وهو سكر أحادي، متصل بروابط  جليكوسيدية 2,6 بيتا. يمكن أن يكون هياكل متفرعة وخطية ذات كتلة جزيئية منخفضة نسبياً. يشكل ليفان المتفرع بنية صغيرة جدا تشبه الكرة مع سلاسل قاعدية بطول 9 وحدات. يسمح التفرع 2,1 لإيثرات الميثيل بتكوين وإنشاء شكل كروي. تميل نهايات ليفان أيضا إلى احتواء وحدات الجلوكوزيل البنائية. يميل ليفان المتفرع إلى أن يكون أكثر استقرارا من الهيكل الخطي. ومع ذلك، فإن كمية التفرع وطول البلمرة تميل إلى الاختلاف بين الأنواع المختلفة. أقصر ليفان هو 6-كيستوز، سلسلة من جزيئين من الفركتوز وجزيء جلوكوز طرفي.

## اكتشاف
تم اكتشاف ليفان لأول مرة من خلال البحث عن الناتو، وهو طبق ياباني تقليدي. عرف الناتو بأنه "غذاء فائق للجودة" الذي عزز الصحة وطول العمر في اليابان خلال أواخر أواخر القرن الثامن عشر. في عام 1881، اكتشف ليبمان لأول مرة "lävulan" (ليفان) باعتباره الصمغ المتبقي من دبس السكر في إنتاج بنجر السكر. في وقت لاحق من عام 1901، صاغ جريج سميث اسم "ليفان" بناء على خاصية أيسري التدوير لهذه المادة في الضوء المستقطب.

## إنتاج
يتم تصنيع ليفان في العتائق والفطريات والبكتيريا وعدد محدود من الأنواع النباتية. يتم تصنيع الفركتانز [بوليمر من جزيئات الفركتوز] مثل ليفان من السكروز، وهو سكر ثنائي يحتوي على الجلوكوز والفركتوز. في النباتات، الفجوة العصارية هي المكان الذي يحدث فيه إنتاج الفركتان. السكروز: السكروز / الفركتان 6-ناقلة الفروكتوزيل هي ناقلة فركتوز في الفجوة العصارية مما يخلق روابط بيتا 2،6 لتشكيل الشكل الخطي لليفان. تستخدم البكتيريا أيضا ناقلة فركتوز  المعروفة باسم ليفانسوكراز لتشكيل ليفان. هذه الإنزيمات الموجودة في البكتيريا تشكل الروابط 2,1 في السلاسل القاعدية الخطية لليفان للسماح بحدوث نقاط متفرعة.  تنتج العديد من البكتيريا ليفان في الجزء الخارجي للخلية، يمكن أن يكون هذا الإنتاج حساسا لدرجة الحرارة وتركيز الأكسجين ودرجة الحموضة وعوامل أخرى. عادة ما يكون إنتاج ليفان في البكتيريا علامة على النمو البكتيري. هناك أيضًا طرق ممكنة للإنتاج عن طريق تكسير صمغ فول الصويا.
يتم إنتاج ليفان بواسطة الميكروبات أثناء استعمار المواد الغذائية. تنضح البكتيريا المسماه بِ (Erwinia amylovora)  ليفان وأميلوفوران كجزء من غشائها الحيوي الرقيق. معا يساهمون في قدرتها على الامراض. في عام 2016  طور (Ua-Arak et al) طريقة العجين المخمر ذات إنتاج ليفان العالي (من بين عديدات السكاريد الخارجية الأخرى).

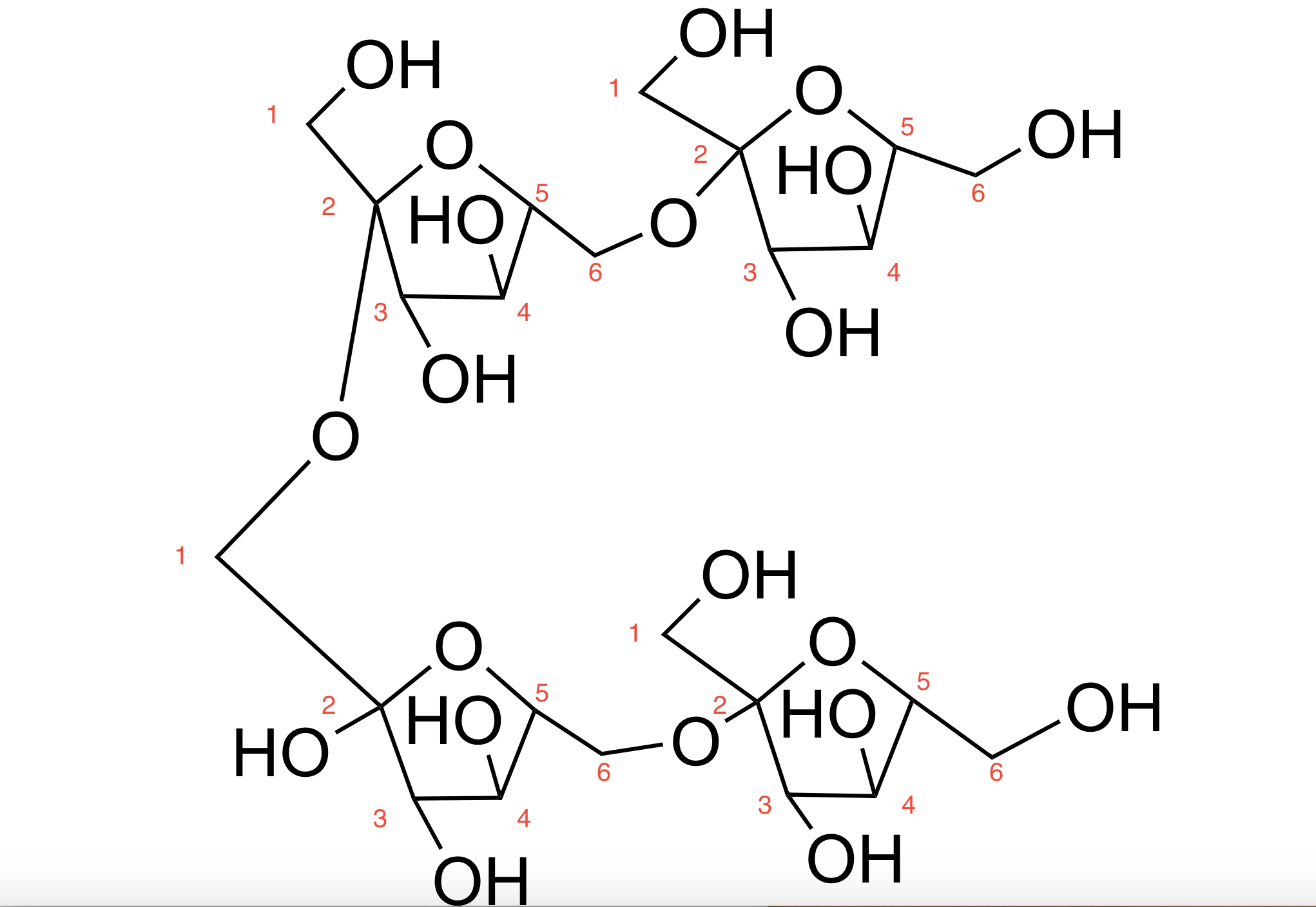
ليفان في شكل متفرع مع روابط بيتا 2,1 جليكوسيديك.

## خصائص
تسمح روابط بيتا 2,6 من ليفان بأن تكون قابلة للذوبان في كل من الماء والزيت. ومع ذلك، فإن درجة الذوبان تختلف باختلاف درجة حرارة الماء. ليفان أيضا غير قابل للذوبان في العديد من المذيبات العضوية مثل الميثانول والإيثانول والأيزوبروبانول. يسمح تفرع ليفان بالحصول على قوة شد وتماسك عالية، بينما تساهم مجموعات الهيدروكسيل في الالتصاق مع الجزيئات الأخرى. تميل اللزوجة الجوهرية (n)، وهي مقياس لتأثير المادة على لزوجة المحلول، إلى أن تكون منخفضة جدا بالنسبة لليفان. هذا يسمح باستخدام ليفان في بيئة صيدلانية.

## الآثار المترتبة على العالم الحقيقي
تستخدم العديد من الصناعات مثل الأغذية والمشروبات ومستحضرات التجميل وحتى الأدوية ليفان في منتجاتها. أحد الأسباب التي تجعل ليفان قادرا على استخدامه بهذه الطريقة المتنوعة هو أنه يفي بجميع إرشادات السلامة. لا يسبب ليفان أي شكل من أشكال تهيج العين أو الجلد، ولم يظهر أي آثار مسببة للحساسية، ولا يشكل أي تهديد بالسٌّمية الخلوية.

### طعام
دٌمِج ليفان في صناعة المواد الغذائية  بسبب آثاره كمادة بريبايوتك، والقدرة على خفض الكوليسترول، وخصائص اللصق.  كما أنه يحدث بشكل طبيعي بكميات منخفضة في الغذاء للاستهلاك البشري. يُضَمَّن ليفان أيضا في العديد من منتجات الألبان مثل الألياف أو التحلية. تستخدم المشروبات التجارية غير الكحولية ليفان أيضا في شراب الفركتوز عالي الجودة. ومن المثير للاهتمام، أن ليفان يسبب نموا وانتشارا مفيدا للبكتيريا يمكن أن يكون مهما بشكل خاص في الأمعاء لأنه يسبب انخفاضا في عدد البكتيريا المسببة للأمراض.

### مستحضرات التجميل
يمكن استخدام ليفان للعناية بالشعر وتفتيح البشرة.  يعمل ليفان. في منتجات العناية بالشعر على تشكيل غشاء يخلق تأثيرا لتثبيت الشعر يستخدم في العديد من المواد الهلامية والموس. يستخدم ليفان كمبيض للبشرة أيضا لأنه تم اختباره لإظهار تثبيط إنتاج الميلانين عن طريق تقليل نشاط إنزيم التيروسيناز المسؤول عن تكوين الميلانين.

### طب
أظهر ليفان استخدامات للأنسجة المحروقة ومضادات الالتهاب وتربية الأحياء المائية. من خلال الجمع بين ليفان في غشاء رقيق، فإنه قادر على تنشيط إنزيم يعرف باسم ميتالوبروتيناز الذي يزيد من عملية الالتئام والشفاء. في حالة الالتهاب، يتفاعل ليفان مع الخلايا المتجمعة ويؤثر على التصاقها بالأوعية الدموية مما يؤدي إلى انخفاض التراكم. في تربية الأحياء المائية، أظهرت النتائج أن ادماج ليفان في الوجبات الغذائية يمكن أن تسبب زيادة في تراكم الفيروسات مما يسمح بإزالة البلعمة بسهولة. تم الإبلاغ عن ليفان الذي تنتجه (Pantoea agglomerans ZMR7) لتقليل صلاحية الساركوما العضلية المخططة (RD) وخلايا سرطان الثدي (MDA) مقارنة بالخلايا السرطانية غير المعالجة. بالإضافة إلى ذلك، لديها نشاط مضاد للطفيليات عالية ضد المشيقة من الليشمانيا المدارية.